# Munderkinger Donaubrücke
Als Munderkinger Donaubrücke wird gewöhnlich die älteste der Brücken in Munderkingen im baden-württembergischen Alb-Donau-Kreis bezeichnet. Sie verbindet den in einer Schleife der Donau gelegenen Ortskern mit dem nördlich des Flusses gelegenen Stadtteil, insbesondere mit dem Bahnhof an der Bahnstrecke Ulm–Sigmaringen. Sie führt die Landesstraße 273 über die Donau und verbindet sie mit der nördlich des Flusses verlaufenden Landesstraße 257.
Die 1893 aus Stampfbeton erbaute Munderkinger Donaubrücke ersetzte einen Vorgängerbau aus Holz. Sie war die erste dreigelenkige Beton-Bogenbrücke, der eine Vielzahl nach dem gleichen System gebauter Brücken folgte. Nach ihrer Sprengung kurz vor dem Ende des Zweiten Weltkriegs wurde sie 1948 durch eine Stahlbetonbrücke ersetzt.

## Die Stampfbetonbrücke von 1893
Die alte, hölzerne Donaubrücke war 1892 so schadhaft geworden, dass sie dringend ersetzt werden musste. Die neue Brücke konnte neben der alten Brücke gebaut werden, was nach Abbruch eines Gebäudes die Einfahrt in die Stadt verbesserte und die Herstellung einer Notbrücke ersparte.
Die von Karl von Leibbrand als Präsident der Ministerialabteilung für Straßen- und Wasserbau des Königreichs Württemberg entworfene Brücke wurde in der Zeit vom 11. April bis zum 15. November 1893 von dem Unternehmen Max Buck, Ehingen, gebaut und am folgenden Tag feierlich dem Verkehr übergeben.
Die zweispurige Straßenbrücke war einschließlich ihrer Widerlager rund 70 m lang. Sie überquerte den Fluss in einem leicht schrägen Winkel und mit einem Gefälle von 3 % Richtung Norden. Die Brücke war innerhalb der Brüstungen 8 m breit, aufgeteilt in eine 5,40 m breite Fahrbahn und die beiden je 1,30 m breiten Gehwege. Auf den Widerlagern befanden sich Betonbrüstungen, die über der Flussöffnung durch schmiedeeiserne Geländer abgelöst wurden. Der Bogenscheitel war auf beiden Seiten durch deutlich auskragende Schlusssteine markiert, auf denen eine Statue des heiligen Nepomuk und auf der anderen Seite ein großer schmiedeeiserner Kandelaber standen.
In jedem Widerlager befand sich ein 2,50 m breiter, mit einem Rundbogen überwölbter Durchgang für die Uferpfade.
Ihr großer Bogen über der Donau war ohne Bewehrung in Stampfbeton ausgeführt. Er hatte eine Spannweite von 50 m und war damals der größte Betonbogen weltweit. Gleichzeitig war er der erste dreigelenkige Betonbogen mit gesondert berechneten und konstruierten Gelenken. Er war 7,56 m breit. Die Bogenstärke betrug 1,0 m im Scheitel, 1,4 m am Bogenviertel und 1,1 m an den Kämpfern. Da die Brückenachse nicht im rechten Winkel zur Flussrichtung stand, wurden auf jeder Seite, leicht versetzt, zwölf einzelne Gelenke angeordnet.
Das rechte Widerlager wurde unmittelbar auf dem anstehenden Felsen gegründet, während das linke Widerlager auf einem 14,2 m breiten und 9,5 m langen Fundament steht, für das eine Pfahlgründung mit 145 Pfählen angelegt wurde, die 15° gegen die Senkrechte geneigt sind.
Die Brücke, in der auch die Leitungen für die Wasser- und Stromversorgung des Ortes verliefen, versah über 50 Jahre lang ohne Beanstandungen ihren Dienst. Kurz vor dem Ende des Zweiten Weltkriegs wurde sie am 22. April 1945 von der Wehrmacht gesprengt, bevor am nächsten Tag US-amerikanische Truppen den Ort besetzten.

## Die Stahlbetonbrücke von 1948
Die neue Donaubrücke wurde von der Bauunternehmung Wayss & Freytag entworfen und 1947–1948 ausgeführt. Ihre äußere Form ähnelt der alten Brücke, sie ist jedoch etwas breiter. Ihre Fahrbahnplatte aus Stahlbeton wird von zwei stark gevouteten Spannbeton-Hohlkästen mit Stützweiten von 43 m getragen, die die Bogenform der ursprünglichen Brücke nachbilden. Auch sie hat an beiden Ufern die Rundbogendurchgänge für die Uferpfade.
Eine Statue des heiligen Nepomuk wurde nun auf einem Podest auf dem stadtseitigen Widerlager aufgestellt. Bei dem Durchgang für den Uferweg unterhalb der Statue des heiligen Nepomuk befinden sich verschiedene Hochwassermarken, mit der Marke des Hochwassers vom 16. März 1760 an oberster Stelle auf halber Höhe des Durchgangs.